# Stuttafords

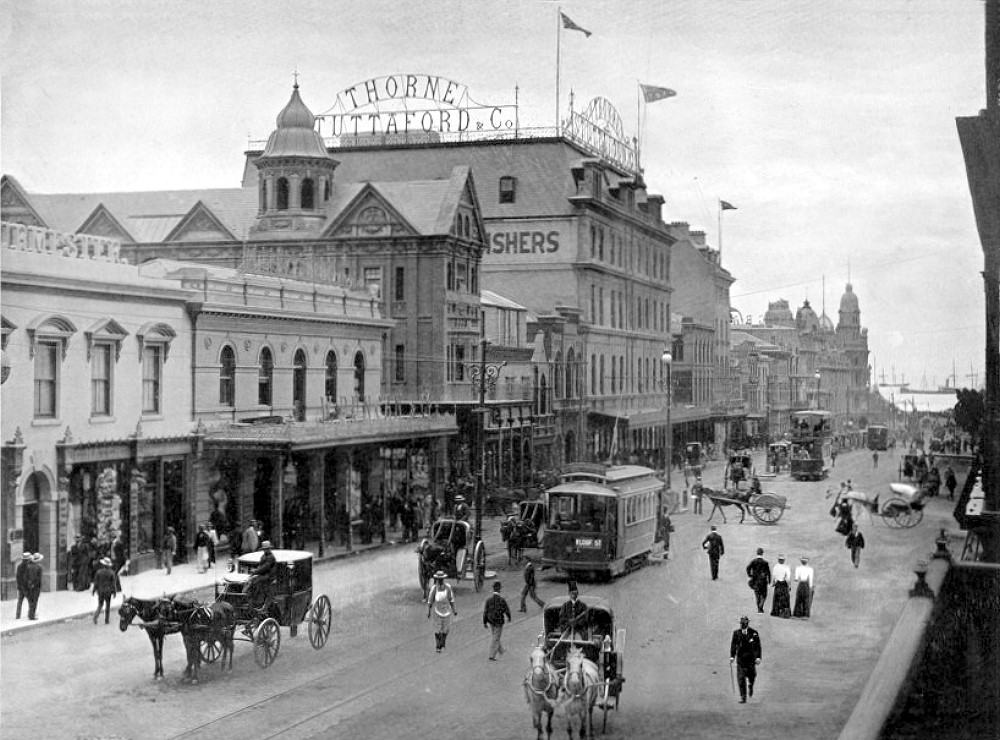
Adderley Straat in c. 1897, met winkel in Thorne, Stuttaford & Co., midden

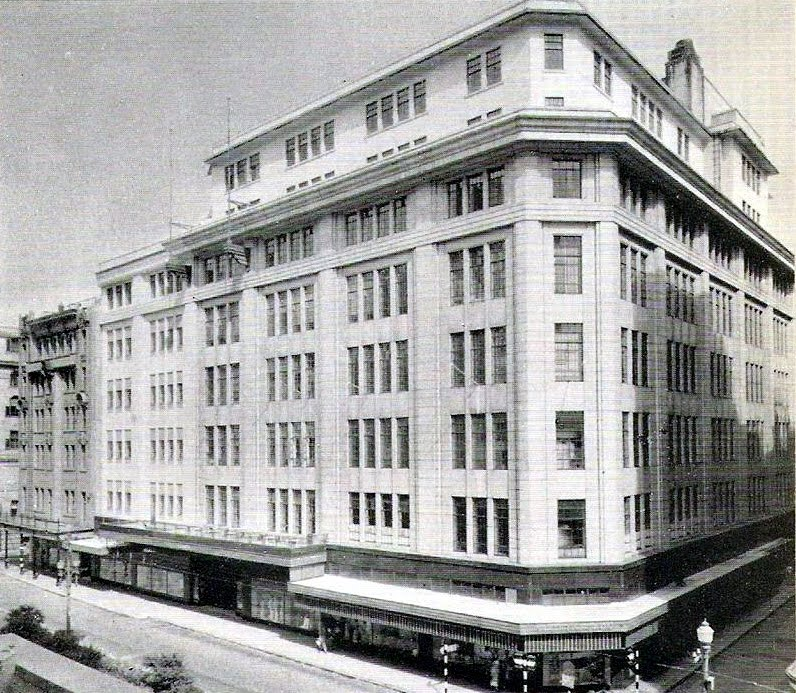
Stuttafords in Kaapstad 1957

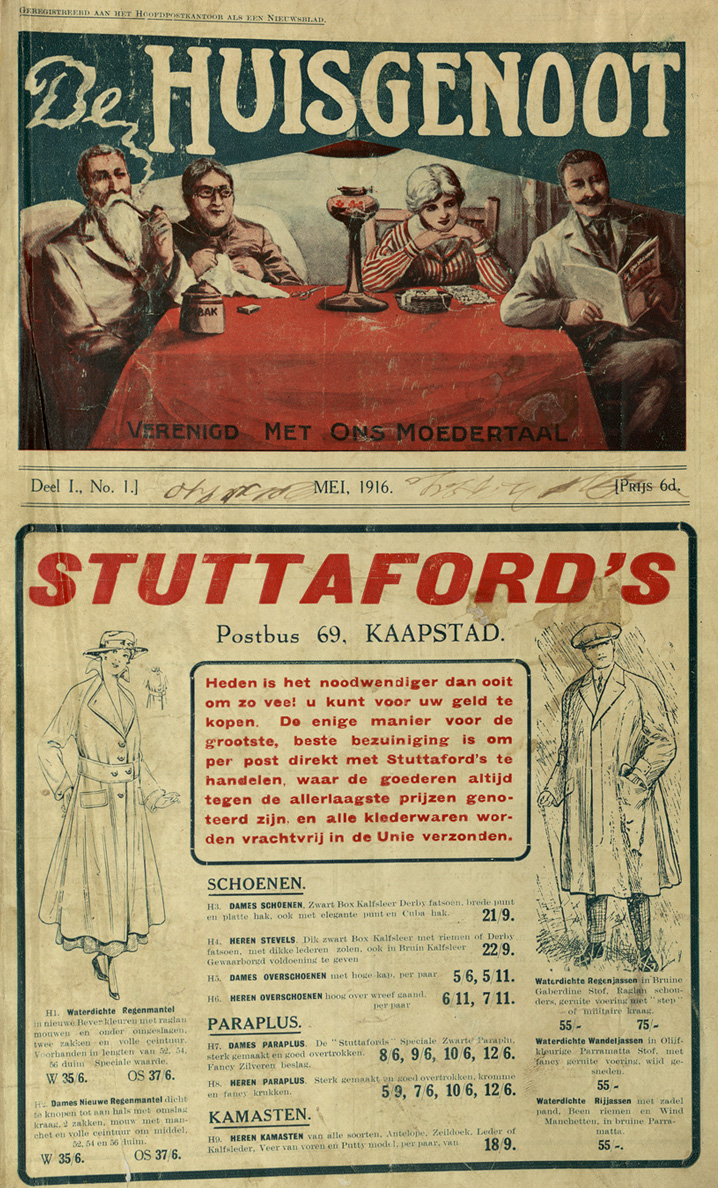
1916 Stuttafords-advertentie gedrukt in Standaard Nederlands in het tijdschrift Die Huisgenoot

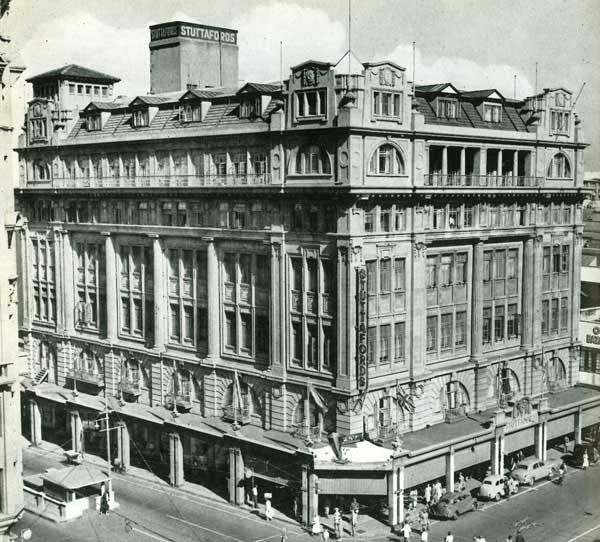
Stuttafords, West in Field Streets in Durban (1926)

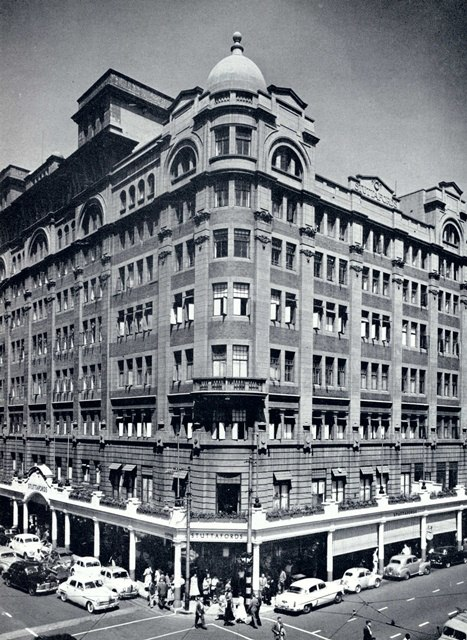
Stuttafords, Rissik aan Pritchard Streets in Johannesburg (1957)

Stuttaford's was een keten van luxe warenhuizen in Zuid-Afrika, Botswana en Namibië die 159 jaar lang actief was van 1858 tot 2017. Het kreeg de bijnaam "Harrods van Zuid-Afrika". Bij sluiting had het zeven winkels in Zuid-Afrika, twee in Botswana en één in Namibië. Anno 2023 is het bedrijf alleen nog actief in Namibië. 

## Geschiedenis
In 1857 opende de oprichter Samson Rickard Stuttaford zijn eerste winkel in het centrum van Kaapstad. In 1859 werd Povall & Stuttaford opgericht. Zijn zoon Richard was een vooraanstaand zakenman en kwam in 1886 bij de firma.  In 1868 werd de samenwerking aangegaan met William Thorne en het bedrijf Thorne, Stuttaford & Co. opgericht. 
De belangrijkste winkel in Kaapstad, op de hoek van Adderley Street en Hout Street, werd geopend in 1938. Het warenhuis was ontworpen door de architect Louis David Blanc, die in dienst was van Harrods, in de stijl van de gebouwen van het Londense warenhuis.
In 1978 kocht Kangra Holdings van Graham Beck de warenhuisketen, die op dat moment vijf winkels had, voor 12 miljoen rand. Op 24 augustus 1979 werd het bedrijf van de beurs gehaald. Beck verkocht de transport- en opslagactiviteiten voor 10 miljoen rand. 
In 1983 verkocht hij de vestiging in Durban aan de warenhuisketen Garlicks. In 1986 verkocht hij het aandeel van  Stuttafords van 45% in het winkelcentrum Cavendish Square. In 1987 verkocht hij de vlaggenschipwinkel aan Adderley Street in Kaapstad aan Unidev voor 11 miljoen rand. Het warenhuis sloot op 18 april 1987.
In 1987 werd het resterende deel van Stuttafords, waartoe toen ook de resterende warenhuisfilialen van John Orr's en Garlicks behoorden, verkocht aan Greatermans, een andere warenhuisketen, die onderdeel was van Kirsh Trading, het latere Tradegro. De vestigingen van John Orr's en Garlicks werden omgedoopt tot Stuttafords, dat toen 8 vestigingen had. De investeerder Pepkor nam Stuttafords in 1992 over, samen met warenhuisketen Ackermans, supermarktketen Checkers en de bouwmarkten van Cashbuild.
In 1998 kondigde Pepkor aan dat het van plan was Stuttafords te verkopen en zich te concentreren op zijn kernactiviteit, het bedienen van consumenten met een laag tot lager middeninkomen. In 2000 namen het management (35%) en het personeel (15%) van Stuttafords en African Merchant Bank Private Equity Partners (AMB PEP, 50%) Stuttafords over voor 106 miljoen rand, waarbij AMB PEP haar aandeel later zou verkopen aan het winkelmanagement.
In 2000 transformeerde Stuttafords van een traditioneel warenhuis met een volledig warenaanbod, naar dat van een eigentijds warenhuis gespecialiseerd in mode, cosmetica en bed- en badlinnen.
In 2008 wijzigde de strategie van het warenhuis onder CEO Marco Cicoria opnieuw, met als doel de grootste retailer van het land te worden die internationale luxemerken verkoopt, zoals Tommy Hilfiger, Ted Baker, Gap en Banana Republic. Tijdens de economische crisis in 2015 bleek dat fataal toen een daling van de waarde van de rand ten opzichte van de Amerikaanse dollar (bovenop een invoerrecht van 45%) de dure producten in de lokale valuta extreem duur maakten. Pogingen om de keten te redden mislukten en in juli 2017 werden de winkels gesloten, met uitzondering van de winkel in Windhoek, Namibië. Deze werd verkocht en is anno 2023 nog steeds in bedrijf.

## Vlaggenschipwinkel in Kaapstad
De winkel aan Adderley Street en Hout Street was het grootste warenhuis en vormde samen met andere inmiddels gesloten warenhuizen zoals Garlicks en Fletcher & Cartwright's het centrale winkelgebied. In 1957 werkten hier 993 medewerkers, zowel in de winkel als op het hoofdkantoor. 
Het vlaggenschip was een compleet warenhuis, in tegenstelling tot de kleinere warenhuizen die zich concentreerden op mode en huishoudtextiel, die het rond het jaar 2000 exploiteerde. 

## Filialen
In 2006 had Stuttafords de meeste winkels in zijn geschiedenis, 22 in totaal. Bij de herstructurering in 2009 werden de kleinere winkels in Somerset West, Woodhill en Hyde Park gesloten. Enkele andere winkels werden vóór de liquidatie in 2017 ingekrompen of gesloten.